# محله نصرآباد (اصفهان)
نصرآباد نام محله ای قدیمی در اصفهان می‌باشد
محله نصرآباد در استان اصفهان و در محدودهٔ غربی شهر اصفهان واقع شده است. این محله از شمال با بلوار آتشگاه و خیابان قدس و از شرق با خیابان مظاهری و خیابان میرزا طاهر محدود شده است و با محله‌های ناژوان، بازوگاه، آزادان، کارلادان، زهران، گورتان مجاورت دارد.
این محله در محدودهٔ طرح ترافیک و زوج و فرد نیست و از اماکن مهم این محله می‌توان به رستوران عشایر، بوستان شفق و باغ‌ها کوچه باغ‌های آن اشاره کرد
نصرآباد از بلوک ماربین است و در مغرب اصفهان قرار دارد و نام باستانی آن، نرسی آباد است
«بلوک ماربین به دلیل وفور آب و درخت و میوه، بر تمام دهستان‌های اطراف اصفهان برتری داشت و از کثرت درخت، کمتر آفتاب زمین آن را پیدا می‌کرد و از دور، مانند یک جنگل که درختان وی دست به هم داده باشند نمایان و پدیدار بود. چنان‌که شاعری در وصف آن گوید:
ماربینش چو روضه ارمست ###. آفتاب اندرو درم درمست
نصرآباد از حیث آب فراوان و درختان میوه الخصوص درخت چنار و باغ‌ها و بیشه‌های فراوان که همه در حوالی زاینده رود واقع بود، بر بسیاری از قرای ماربین رجحان داشت. نصرآباد از دیرزمان، همواره جایگاه دانشمندان و مهد رجال افاضل و عرفا بود و هنوز خانقاه و مدفن شیخ ابوالقاسم نصرآبادی از اکابر و بزرگان عالم عرفان و خلیفه شیخ شبلی بغدادی، در آنجا برقرار و زیارتگاه عموم است. اکنون این خانقاه به تکیهمیانده نصرآباد معروف است.
خواجه صدر علی (خواجه صدرالدین علی طبیب)، جد اعلای میرزا محمدطاهر نصرآبادی صاحب تذکره نصرآبادی، که بر طبق نگارش میرزا محمدطاهر در زمان سلطان محمد گورکان حاکم اصفهان بود، در نصرآباد مدرسه ای بنا کرد که هنوز سردر نیمه آباد آن برقرار است و بر عظمت و مهارت معماران قدیم گواهی می دهد. چنان‌که محمدطاهر در تذکره خود می نگارد، این مدرسه موقوفات بسیار داشت و چند محل در حوالی مدرسه به علاوه تمامی قریه بیدهند (گلپایگان) و دو دانگ خوانسار، وقف این مدرسه بود.
این مکان مدرسه، خانقاه و مدفن شیخ ابوالقاسم نصرآبادی، از عرفای اصفهانی بوده که از مدرسه و خانقاه امروزه تنها سردر آن باقی مانده است. این سردر در سال ۸۵۴ هجری به وسیله خواجه صدرالدین علی طبیب بنا شده است. این مکان امروزه به مسجد و تکیه تبدیل شده است. همچنین آرامگاه محمد طاهر نصرآبادی در این تکیه قرار دارد.